# Zweite Gruft

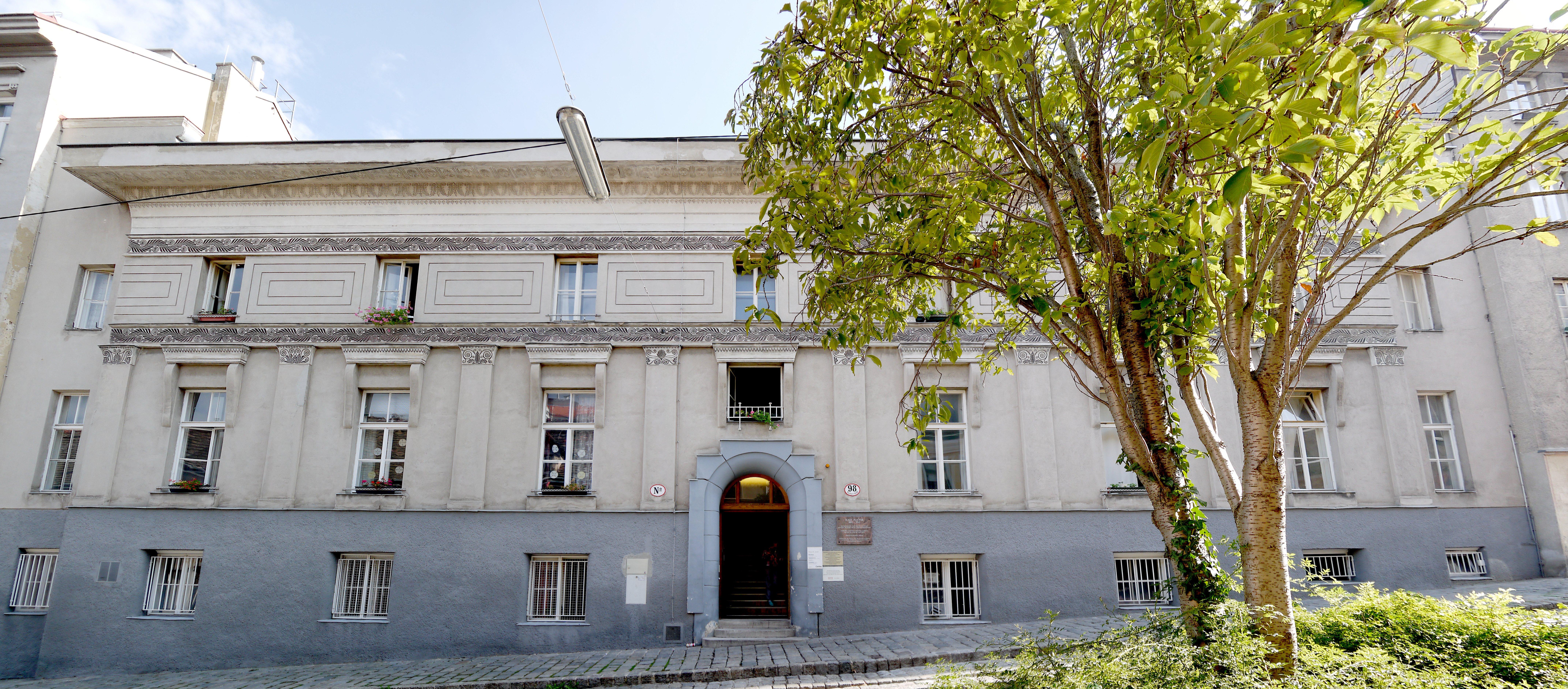
Zweite Gruft

Die Zweite Gruft war eine Obdachloseneinrichtung der Caritas Wien im 18. Wiener Gemeindebezirk Währing.

## Lage und Architektur
Die Zweite Gruft befand sich an der Adresse Lacknergasse 98 im Bezirksteil Weinhaus.
Das Gebäude des Architekten Jože Plečnik ist als Stahlbetonbau im Neoempire-Stil bzw. Neoklassizismus ausgeführt. Im äußeren Erscheinungsbild treffen strenge Formen auf dekorative Elemente. Das ursprünglich als Kinderschutzstation erbaute und später als Männerheim genutzte Haus hat einen funktionalen Grundriss. Der Mittelgang ist wie eine Halle angelegt. Er wird von verglasten Deckenfeldern an beiden Enden begrenzt, die dazu führen, dass das Tageslicht durch alle Stockwerke bis ins Erdgeschoß fällt.
Das Gebäude steht unter Denkmalschutz.

## Geschichte
Das von Johann Evangelist Zacherl, Mitbegründer des katholischen Vereins Kinderschutzstationen, in Auftrag gegebene Gebäude wurde im Jahr 1907 erbaut und anfangs als Kinderschutzstation genutzt. Hier engagierte sich besonders die Währinger Politikerin Josefine Kurzbauer als Fürsorgerin und Sozialarbeiterin. Die Caritas stellte das Gebäude 1983 Schwester Grata von den Barmherzigen Schwestern des Vinzenz von Paul zur Verfügung, die dort mit einer Ausspeisung für obdachlose Männer begann. Zur finanziellen und ideellen Unterstützung der Ordensschwester wurde der Verein Obdachlosenhilfe Schwester Grata mit Hilfe des Dechanten Norbert Roth gegründet.
Nach den Studentenprotesten im Oktober 2009 waren nach der Räumung des Audimax der Universität Wien auch 80 Obdachlose, die dort übernachtet hatten, ohne Unterkunft. Eine Unterbringung in der Caritas-Obdachloseneinrichtung Gruft in Wien-Mariahilf war nicht möglich, da dort keine EU-Ausländer untergebracht werden durften. Dies nahm die Caritas der Erzdiözese Wien zum Anlass, die Zweite Gruft in der Lacknergasse als 24-Stunden-Notquartier ganzjährig zu eröffnen. Ursprünglich war dies als Provisorium gedacht, 2011 wurde die Gruft 2 jedoch zum Dauerzustand.
Im Oktober 2023 wurde der Betrieb des Hauses als Obdachloseneinrichtung eingestellt.

## Angebote
Für wohnungslose Männer und Frauen bot das Tageszentrum der Caritas Aufenthaltsmöglichkeit, Dusch- und Waschmöglichkeiten. Schlafsäcke wurden bei Bedarf zur Verfügung gestellt. Das Frühstück war gratis, ein Mittagessen bekam man um einen symbolischen Preis. Eine Notschlafstelle für Frauen war ebenfalls vorhanden.